# Норберт Елијас
Норберт Елијас (рођен 22. јуна 1897, умро 1. августа 1990) био је немачки социолог јеврејског порекла који је касније у животу постао британски држављанин. Његово најзначајније дело је Процес цивилизације.

## Биографија
Елијас је рођен 22. јуна 1897. године у Вроцлаву (немачки Breslau) у пруској провинцији Шлеска. Његови родитељи су били Херман и Софи Елијас. Његов отац је био бизнисмен у текстилној индустрији, а мајка домаћица. Након полагања матуре 1915. године волонтирао је за немачку војску у Првом светском рату и био је запослен као телеграфиста, прво на Источном, а затим на Западном фронту. Накод нервног слома 1915. године, Елијас је био проглашен као неспособан за службу и постављен за болничара у Вроцлаву. Исте године, Елијас је почео да студира филозофију, психологију и медицину на Универзитету у Вроцлаву, проводећи семестар на Универзитету у Хајделбергу (где је похађао предавања Карла Јасперса) и на Универзитету у Фрајбургу 1919. и 1920. године. Напустио је медицину 1919. године, након положеног предиспита. Да би финансирао своје студије након што је богатство његовог оца било смањено због хиперинфлације, почео је да ради као шеф одељења извоза у локалној фабрици хардвера 1922. године. Године 1924, дипломирао је са докторском дисертацијом на филозофији под називом Idee und Individuum под надзором Ричарда Хонигсвалда, представника Нео-кантове филозофије. Разочаран због одсуства друштвеног аспекта у неокантовој филозофији, што је довело до озбиљног спора са својим претпостављеним за дисертацију, Елијас је одлучио да се у својим даљим студијама окрене социологији.
До 1925. године, Елијас је био дубоко уплетен у немачки покрет ционизам, и деловао као један од водећих интелектуалаца у немачко-јеврејском покрету "Blau-Weiss" (Плаво-бели). Током ових година упознао се са другим младим ционистима као што су Ерих Фром, Лео Штраус, Лео Ловентхал и Гершом Шолем. Године 1925. Елијас се преселио у Хајделберг, где га је Алфред Вебер прихватио за кандидата за хабилитацију  о развоју модерне науке, под називом " Значај фирентинског друштва и културе за развој науке". Године 1930, Елијас је изабрао да заустави овај пројекат и да прати Карла Манхајма да би постао његов асистент на Универзитету у Франкфурту. Међутим, након нацистичког преузимања почетком 1933. године, Манхајм је био приморан да затвори свој социолошки институт. Године 1933, Елијас је побегао у Париз. Његови стари родитељи су остали у Вроцлаву, где је његов отац умро 1940, а мајка депотована у Аушвиц, где је вероватно убијена 1941. године. 
Током две године живота у Паризу, Елијас је радио као приватни стипендиста. Године 1935, преселио се у Велику Британију, где је радио на свом ремекделу, Цивилизацијски процес, до 1939. године, подржан стипендијом хуманитарне организације јеврејских избеглица. 
Године 1939, Елијас се састао са својим бившим супервизором Манхајмом u London School of Economics (LSE), где је постао виши асистент.
Крајем рата радио је за британске обавештајне службе, истражујући ојачане нацисте међу немачким ратним заробљеницима. Држао је вечерње часове у Организацији за образовање одраслих. Његов углед и популарност су невероватно расли после објављивања Процеса цивилизације1969. године. Од 1978. до 1984. године радио је у Центру за интердисциплинарна истраживања на Универзитету у Билефелду. Елијас је био први лауреат Theodor W. Adorno награде (1977) и Европске Амалфи награде за социологију и друштвене науке (1987).
Осим социолошког рада, бавио се и писањем поезије.
Елијас је умро у свом дому у Амстердаму 1. августа 1990. године.

## Рад
Елиајсова теорија је усмерена на однос између власти, понашања, емоција и знања. Због историјских околности, Елијас је дуго остао маргинални аутор, док није поново био откривен од стране нове генерације научника 1970, када је на крају постао један од најутицајнијих социолога у историји. Интересовање за његов рад може се приписати чињеници да његов концепт великих друштвених мрежа објашњава настанак и функцију великих друштвених структура занемарујући аспект индивидуалне делатности. Током 1960-их и 1970-их, пренаглашеност структуре у односу на делатност је жестоко критикована због тада доминантне школе структуралног функционализма.
Елијасов најпознатији рад је Процес цивилизације. Оригинално је обљавњен 1939. године на немачком, у два тома, али је практично био игнорисан до поновног објављивања 1969. године, када је такође први том преведен на енглески језик. Први том прати историјски развој европских навика или друге природе, посебно индивидуалне психичке структуре обликоване друштвеним ставовима. Елијас прати како су после-средњовековни европски стандарди у погледу насиља, сексуалног понашања, телесне функције, понашања за столом и облика говора се постепено трансформисали повећањем прага срамоте и одбојности. Други том Процеса цивилизације говори о узроцима ових процеса.
Када је Елијасов рад пронашао већу публику 1960-их, у почетку његова анализа процеса је погрешно схваћена као продужетак дискредитованог "социјалног дарвинизма".
Елијас је почео да пише и на немачком и на енглеском. Готово сав његов рад из социологије знања и науке је написан на енглеском. Центар за социологију развоја Билефелд универзитета је позвао Норберта Елијаса да председава скупом својих међународно истакнутих сарадника који су за узврат желели да уживо разговарају о Елијасовим најинтересантнијим теоријама цивилизацијских процеса.

## Сабрана дела Норберта Елијаса
1. Early Writings, edited by Richard Kilminster (Dublin: UCD Press, 2006).
2. The Court Society, edited by Stephen Mennell (Dublin: UCD Press, 2006).
3. On the Process of Civilisation [note new title], edited by Stephen Mennell, Eric Dunning, Johan Goudsblom and Richard Kilminster (Dublin: UCD Press, 2012).
4. The Established and the Outsiders, edited by Cas Wouters (Dublin: UCD Press, 2008).
5. What is Sociology? edited by Artur Bogner, Katie Liston and Stephen Mennell (Dublin: UCD Press,2012).
6. The Loneliness of the Dying and Humana Conditio, edited by Alan and Brigitte Scott (Dublin: UCD Press, 2009).
7. Quest for Excitement: Sport and Leisure in the Civilising Process, by Norbert Elias and Eric Dunning, edited by Eric Dunning (Dublin: UCD Press, 2008).
8. Involvement and Detachment, edited by Stephen Quilley (Dublin: UCD Press, 2007).
9. An Essay on Time, edited by Steven Loyal and Stephen Mennell (Dublin: UCD Press, 2007).
10. The Society of Individuals, edited by Robert van Krieken (Dublin: UCD Press, 2010)
11. Studies on the Germans [note new title], edited by Stephen Mennell and Eric Dunning (Dublin: UCD Press, 2013).
12. Mozart, and Other Essays on Courtly Culture, edited by Eric Baker and Stephen Mennell (Dublin: UCD Press, 2010).
13. The Symbol Theory, edited by Richard Kilminster (Dublin: UCD Press, 2011).
14. Essays I: On the Sociology of Knowledge and the Sciences, edited by Richard Kilminster and StephenMennell (Dublin: UCD Press, 2009).
15. Essays II: On Civilising Processes, State Formation and National Identity, edited by Richard Kilminster and Stephen Mennell (Dublin: UCD Press, 2008).
16. Essays III: On Sociology and the Humanities, edited by Richard Kilminster and Stephen Mennell (Dublin: UCD Press, 2009).
17. Interviews and Autobiographical Reflections, edited by Edmund Jephcott, Richard Kilminster, Katie Liston and Stephen Mennell (Dublin: UCD Press, October 2013).
18. Supplements and Index to the Collected Works [includes major unpublished essays on Freud and on Lévy-Bruhl], edited by Stephen Mennell, Marc Joly and Katie Liston (Dublin: UCD Press, forthcoming Spring 2014).

Допунски том
The Genesis of the Naval Profession, edited by René Moelker and Stephen Mennell (Dublin: UCD Press, 2007).

## Изабрана библиографија ранијих издања
Books (in chronological order, by date of original publication):
- 1939: Über den Prozeß der Zivilisation. Soziogenetische und psychogenetische Untersuchungen. Erster Band. Wandlungen des Verhaltens in den weltlichen Oberschichten des Abendlandes and Zweiter Band. Wandlungen der Gesellschaft. Entwurf einer Theorie der Zivilisation. Basel: Verlag Haus zum Falken. (Published in English as The Civilizing Process, Vol.I. The History of Manners, Oxford: Blackwell, 1969, and The Civilizing Process, Vol.II. State Formation and Civilization, Oxford: Blackwell, 1982).
- 2000: The Civilizing Process. Sociogenetic and Psychogenetic Investigations. Revised edition of 1994. Oxford: Basil Blackwell.
- 1965 (with John L. Scotson): The Established and the Outsiders. A Sociological Enquiry into Community Problems, London: Frank Cass & Co. (Originally published in English.)
- 1969: Die höfische Gesellschaft. Untersuchungen zur Soziologie des Königtums und der höfischen Aristokratie (based on the 1933 habilitation). Neuwied/Berlin: Luchterhand. (Published in English translation by Edmund Jephcott as The Court Society, Oxford: Blackwell, 1983).
- 1970: Was ist Soziologie?. München: Juventa. (Published in English as What is Sociology?, London: Hutchinson, 1978).
- 1982: Über die Einsamkeit der Sterbenden in unseren Tagen, Frankfurt am Main: Suhrkamp. (Published in English as The Loneliness of the Dying, Oxford: Blackwell, 1985).
- 1982 (edited with Herminio Martins and Richard Whitley): Scientific Establishments and Hierarchies. Sociology of the Sciences Yearbook 1982, Dordrecht: Reidel.
- 1983: Engagement und Distanzierung. Arbeiten zur Wissenssoziologie I, edited by Michael Schröter, Frankfurt am Main: Suhrkamp. (Published in English as Involvement and Detachment. Contributions to the Sociology of Knowledge, Oxford: Blackwell, 1987)
- 1984: Über die Zeit. Arbeiten zur Wissenssoziologie II, edited by Michael Schröter, Frankfurt am Main: Suhrkamp. (Published in English as Time. An Essay, Oxford: Blackwell, 1991).
- 1985: Humana conditio. Betrachtungen zur Entwicklung der Menschheit am 40. Jahrestag eines Kriegsendes (8. Mai 1985), Frankfurt am Main: Suhrkamp. (Not available in English).
- 1986 (with Eric Dunning): Quest for Excitement. Sport and Leisure in the Civilizing Process. Oxford: Blackwell.
- 1987: Die Gesellschaft der Individuen, edited by Michael Schröter, Frankfurt am Main: Suhrkamp. (Original 1939, published in English as The Society of Individuals, Oxford: Blackwell, 1991).
- 1987: Los der Menschen. Gedichte, Nachdichtungen, Frankfurt am Main: Suhrkamp. (Poetry, not available in English).
- 1989: Studien über die Deutschen. Machtkämpfe und Habitusentwicklung im 19. und 20. Jahrhundert, edited by Michael Schröter, Frankfurt am Main: Suhrkamp. (Published in English as The Germans. Power struggles and the development of habitus in the 19th and 20th centuries, Cambridge: Polity Press 1996)
- 1990: Über sich selbst, Frankfurt am Main: Suhrkamp. (Published in English as Reflections on a life, Cambridge: Polity Press, 1994).
- 1991: Mozart. Zur Soziologie eines Genies, edited by Michael Schröter, Frankfurt am Main: Suhrkamp. (Published in English as Mozart. Portrait of a Genius, Cambridge: Polity Press, 1993).
- 1991: The Symbol Theory. London: Sage. (Originally published in English.)
- 1996: Die Ballade vom armen Jakob, Frankfurt am Main: Insel Verlag (Drama, not available in English).
- 1998: Watteaus Pilgerfahrt zur Insel der Liebe, Weitra (Austria): Bibliothek der Provinz (Not available in English).
- 1998: The Norbert Elias Reader: A Biographical Selection, edited by Johan Goudsblom and Stephen Mennell, Oxford: Blackwell.
- 1999: Zeugen des Jahrhunderts. Norbert Elias im Gespräch mit Hans-Christian Huf, edited by Wolfgang Homering, Berlin: Ullstein. (Interview, not available in English).
- 2002: Frühschriften. Frankfurt am Main: Suhrkamp. (Early writings, not available in English.)
- 2004: Gedichte und Sprüche. Frankfurt am Main: Suhrkamp. (Translations of poems in English and French).
- Stephen Mennell (1989) Norbert Elias: Civilization and the Human Self-Image. Oxford: Basil Blackwell.
- Jonathan Fletcher (1997) Violence and Civilization: An Introduction to the Work of Norbert Elias. Cambridge: Polity.
- Robert van Krieken (1998) Norbert Elias. London: Routledge.
- Nathalie Heinich (2002) La sociologie de Norbert Elias. Paris: La Découverte.
- Steven Loyal and Steven Quilley (eds) (2004) The Sociology of Norbert Elias. Cambridge: Cambridge University Press.
- Eric Dunning and Jason Hughes (2013) Norbert Elias and Modern Sociology: Knowledge, Interdependence, Power, Process. London: Bloomsbury.
- Dépelteau, F. and Landini, T.S. (Ed. by) (2013) Norbert Elias & Social Theory. New York: Palgrave Macmillan.
- Landini, T.S. and Dépelteau, F. (Ed. by) (2014) Norbert Elias & Empirical Research. New York: Palgrave Macmillan.

### Чланци
- "Studies in the genesis of the naval profession", British Journal of Sociology, 1(4) (1950), стр. 291-309.
- "Problems of involvement and detachment", British Journal of Sociology, 7(3) (1956), стр. 226-52.
- "Sociology of knowledge: new perspectives. Part One", Sociology, 5(2): (1971): 149-68.
- "Sociology of knowledge: new perspectives. Part Two", Sociology, 5(3): (1971): 355-70.
- "Theory of science and history of science: comments on a recent discussion", Economy & Society, 1(2): (1972): 117-33.
- "The Civilizing Process revisited: interview with Stanislas Fontaine", Theory & Society, 5: (1978): 243-53.
- "On transformations of aggressiveness", Theory & Society, 5(2): (1978): 229-42.
- "Civilization and Violence: on the state monopoly of violence and its infringements". TELOS 54 (Winter 1982-83): 134-54. New York: Telos Press
- "The retreat of sociologists into the present", Theory, Culture & Society, 4: (1987): 223-47.
- "On human beings and their emotions: a process-sociological essay", Theory, Culture & Society, 4(2—3): (1987): 339-61.
- "The changing balance of power between the sexes - a process-sociological study: the example of the Ancient Roman state", Theory, Culture & Society, 4(2—3): (1987): 287-316.
- "The Symbol Theory: An Introduction, Part One", Theory, Culture & Society, 6(2): (1989): 169-217.
- "Technization and civilization", Theory, Culture & Society, 12(3): (1995): 7-42.
- "Towards a theory of social processes", British Journal of Sociology, 48(3): (1997): 355-83.
- "Power and Civilisation", Journal of Power, 1(2): (2008): 135-42.